# Tony Visconti
Anthony Edwards Visconti (n. 24 aprilie 1944) este un producător american și în unele cazuri muzician sau cântăreț.
Încă de la sfârșitul anilor '60 a lucrat cu artiști cum ar fi The Moody Blues, T. Rex, Mary Hopkins, Thin Lizzy , Ralph McTell, Sparks, Gentle Giant, Semi Precious Weapons, The Boomtown Rats, Hazel O'Connor, Adam Ant, The Stranglers, Richard Barone, The Manic Street Preachers, Kristeen Young, Hugh Cornwell iar mai recent cu Morrissey. Cea mai de durată colaborare a sa este cu David Bowie: de la albumul lui Bowie, Space Oddity din 1969 până la Reality din 2003. Visconti a și cântat pe unele albume ale lui Bowie.